# Яблово (Поморське воєводство)
Яблово (пол. Jabłowo, нім. Groß Jablau) — село в Польщі, у гміні Староґард-Гданський Староґардського повіту Поморського воєводства.
Населення — 890 осіб (2011).
У 1975—1998 роках село належало до Гданського воєводства.

## Демографія
Демографічна структура станом на 31 березня 2011 року:
|          | Загалом | Допрацездатний вік | Працездатний вік | Постпрацездатний вік |
| -------- | ------- | ------------------ | ---------------- | -------------------- |
| Чоловіки | 445     | 103                | 320              | 22                   |
| Жінки    | 445     | 114                | 271              | 60                   |
| Разом    | 890     | 217                | 591              | 82                   |

## Відомі уродженці
- Генрик Яцковський (1834—1905) — польський церковний діяч, священник-єзуїт, педагог, провінціал єзуїтів у Галичині (1881—1887). На просьбу папи Лева ХІІІ посприяв проведенню Добромильської реформи василіян.